# 弗雷德里克·麦卡锡
弗雷德里克·麦卡锡（英語：Frederick McCarthy，1881年10月15日—1974年2月15日），加拿大男子自行车运动员。他曾代表加拿大参加1908年夏季奥林匹克运动会自行车比赛，获得男子团体追逐赛铜牌。